# تروسدال (آیووا)
تروسدال (به انگلیسی: Truesdale) شهری در ایالت آیووا کشور ایالات متحده آمریکا است که جمعیت آن در سرشماری سال ۲۰۱۰ میلادی، ۸۱ نفر بوده‌است.